# Apache OpenOffice
Az Apache OpenOffice egy nyílt forráskódú, platformfüggetlen irodai szoftvercsomag. Az OpenOffice.org-nak jelentős piaci részesedése van vállalati körben, ahol a piacvezető Microsoft Office-t követi.
A Microsoft Office alternatívája, köszönhetően a hasonló felületnek és képességeknek, a fájlformátumok nagy fokú kompatibilitásának és nem utolsósorban az ingyenességének. Az OpenOffice.org alapértelmezettként az ISO/IEC által szabványosított OpenDocument fájlformátumot használja, de megnyitható vele számos más irodai szoftvercsomag által használt formátum, köztük a Microsoft Office fájlformátumok. Emellett támogatja az olyan népszerű kimeneti formátumokat, mint a PDF és prezentációként az Adobe Flash (swf).
Forráskódja szabadon elérhető az Apache Licenc 2.0 alatt. Köszönhetően nyílt forráskódjának, számos operációs rendszerre elérhető, köztük a Microsoft Windows, Linux, macOS és Solaris rendszerekre. Fejlesztői változatok készülnek FreeBSD, OS/2 rendszerekre is.
A csomag neve közhasználatban „OpenOffice”, ez a kifejezés azonban védjegy védelme alatt áll (egy holland cég, valamint az Orange UK használja), ezért a hivatalos név korábban az „OpenOffice.org”, rövidítve OOo vagy OO.o. Mióta az Apache Alapítvány adja ki, a 3.4 változat óta, a hivatalos neve „Apache OpenOffice”.

## Története[11][12]
1999 augusztusában a Sun Microsystems megvásárolta a hamburgi székhelyű StarDivision-t, mely a StarOffice nevezetű kereskedelmi irodai programcsomagot fejlesztette. Még ugyanebben a hónapban – 1999 augusztusában – a Sun a StarOffice 5.2 verziót mindenki számára ingyen, szabadon letölthetővé tette.
| Verzió | Megjelenés dátuma    | Dokumentum formátum             |
| ------ | -------------------- | ------------------------------- |
| 1.0    | 2002. május 1.       | OpenOffice.org XML              |
| 1.1    | 2003. szeptember 2.  |                                 |
| 2.0    | 2005. október 20.    | OpenDocument Format             |
| 2.1    | 2006. december 12.   |                                 |
| 2.2    | 2007. március 28.    |                                 |
| 2.3    | 2007. szeptember 17. |                                 |
| 2.4    | 2008. március 27.    |                                 |
| 3.0    | 2008. október 13.    | OpenDocument Format 1.2         |
| 3.1    | 2009. május 7.       |                                 |
| 3.2    | 2010. február 11.    |                                 |
| 3.3    | 2011. január 25.     |                                 |
| 3.4    | 2012. május 8.       | Az első Apache kiadás.          |
| 3.4.1  | 2012. augusztus 23.  |                                 |
| 4.0.0. | 2013. július 23.     | Apache OpenOffice 4             |
| 4.0.1. | 2013. október 1.     |                                 |
| 4.1    | 2014. április 29.    | iAccessible2 & ODF 1.2 EXTENDED |
| 4.1.1. | 2014. augusztus 22.  |                                 |
| 4.1.2. | 2015. október 28.    |                                 |
| 4.1.3. | 2016. október 12.    |                                 |
| 4.1.4  | 2017. október 19.    |                                 |
| 4.1.5  | 2017. december 30.   |                                 |
| 4.1.6  | 2018. november 18.   |                                 |

2000 júliusában a Sun Microsystems bejelentette, hogy a StarOffice forráskódját az LGPL és a SISSL licenc alatt letölthetővé teszi, azzal a céllal, hogy egy nyílt forráskódú fejlesztői közösséget hozzon létre a szoftverhez. Az új projekt neve OpenOffice.org lett, és weboldala 2000. október 13-án indult el. Az első jelentősebb fejlesztések között találjuk az Unicode-támogatás beépítését és az ehhez kapcsolódó egyéb fejlesztéseket, amelynek köszönhetően nemcsak az eredeti nyolc nyugati nyelven, hanem a legtöbb latin betűs, ázsiai és egyéb nyelven használhatóvá vált az OpenOffice.org.
A 2.0 verzió fejlesztése 2003 elején kezdődött a következő célkitűzésekkel: fejlettebb kompatibilitás (együttműködés) a Microsoft Office-szal; jobb teljesítmény, ami magában foglalja a sebességet és az alacsonyabb memóriafelhasználást; jobb integrációt, különösen a GNOME és KDE asztali környezetekkel; könnyebben használható és átláthatóbb adatbázis front-end a beszámolók, űrlapok és kérdőívek készítésére; egy új, beépített SQL adatbázis; fejlettebb használhatóság. A béta verzió 2005. március 4-én jelent meg.
2005. szeptember 2-án a Sun bejelentette, hogy az SISSL licencét megszünteti. Ennek hatására az OpenOffice.org Közösségi Tanács bejelentette, hogy a kettős licenc megszűnik, és a szoftvercsomag csupán az LGPL licenc alatt jelenik meg.
2005. október 20-án megjelent az OpenOffice 2.0, nyolc hétre rá pedig az első frissítés, a 2.0.1. Ez kisebb hibákat javított, valamint néhány új funkciót is biztosított.
A 2.0.3 megjelenésekor az OpenOffice.org fejlesztői úgy döntöttek, hogy az addig 18 havonta kiadott frissítéseket, funkció bővítéseket, hibajavításokat ezentúl három havonta jelentetik meg. Jelenleg – 2008-ban – az új verziók, amelyek új funkciókkal is bővítik a programot, félévente jelennek meg, a hibajavításokat tartalmazó kisebb kiadások pedig az új verziók között jelennek meg, háromhavonta.
A 3.0 verzió 2008 októberében jelent meg, új szolgáltatásokkal bővülve, többek között az Office Open XML dokumentumok importálása, az új ODF 1.2 formátum támogatása, fejlettebb VBA makró támogatás és natív port macOS alá.
A 4.0 verzió 2013 júliusában jelent meg. Újdonság: IBM Symphony-ból érkezett oldalpanel, és a képtár új elemei, sok hibajavítás és a kompatibilitás növelő módosítások. Több száz hibát javítottak ki a 4.0.0 verzióban.
Kiadási jegyzék itt olvasható.
Apache OpenOffice 4.0.1 főleg hibajavítás, valamint további nyelvek támogatása jelent meg (baszk, khmer, lengyel, litván, szerb cirill, svéd, tradicionális kínai, török és vietnámi). Most már harminc két nyelv támogatott.
Apache OpenOffice 4.1 újdonsága:
- macOS verzió már 64 bites, és megköveteli OS X 10.7 vagy újabb verziót.
- Integrált iAccessible2 támogatása, amelyek jobb integrációt ad a képernyőolvasónak.
- Megjegyzések szöveg tartományoknál a Writernél.
- A helyben történő szerkesztése szöveges mezőknek Writernél.
- Interaktív kép méretre vágási funkció Impress és a Drawnál.
- Szebb grafika Draw alatt.
- Továbbfejlesztett támogatás a 3D-s térképek, grafikonok.
- JRE 8 támogatás.
- Új nyelvek: bolgár, hindi, dán, norvég bokmal, héber, thai.
- Számos hiba javítása.

Apache OpenOffice 4.1.2 mikró frissítés, alapvetően hibajavító kiadás. MS Sharepoint kapcsolat támogatása. Átírt PDF export párbeszédablaka van.
A hibajavítások a MS Office fájl kompatibilitás, macOS támogatás, Linux munka környezet kompatibilitás növelését célozták meg.
Bővült a támogatott nyelvek listája.
Apache OpenOffice 4.1.3 mikró frissítés, alapvetően hibajavító kiadás.

### StarOffice
Az OpenOffice.org fejlesztésével a kereskedelmi StarOffice kiadása sem szűnt meg. A Sun Microsystems StarOffice terméke zárt forráskódú, de az OpenOffice.org forráskódjára épül. A StarOffice-hoz a következő extra (az OpenOffice.org-ban nem található) szolgáltatások járnak:
- kereskedelmi helyesírás-ellenőrző, elválasztó és szinonimaszótár,
- professzionális szintű kép- (clipart) és sablongyűjtemény,
- Adabas D adatbázis-kezelő,
- a Microsoft Windowséval megegyező metrikájú betűkészletek,
- teljes dokumentáció,
- hivatalos terméktámogatás.

Egyes licenckonstrukciókban elérhetők a Microsoft Office-ról való migrálást elősegítő eszközök is, például egy makrókonvertáló, amely Visual Basic-ben írt makrókat képes StarBasic formátumra alakítani. A különbségek és a nyílt forráskód ellenére a Sun az OpenOffice.org-hoz is kínál vállalati szaktanácsadást.

## Komponensek
Az OpenOffice.org különféle alkalmazások szorosan együttműködő gyűjteménye, amelyek együtt minden funkcionalitást nyújtanak, ami egy modern irodai szoftvercsomagtól elvárható. A komponensek java részét úgy tervezték, hogy tükrözze a Microsoft Office valamely részét. Az OO.o 4-es verziója a következőket tartalmazza:
| Modulok | Modulok | Rövid leírás |
| ------- | ------- | --- |
|         | Writer  | Kinézetében, használatában, eszközeiben és funkcionalitásában a Microsoft Wordhöz hasonlatos szövegszerkesztő. Közvetlenül lehet vele PDF dokumentumokat készíteni, és tartalmaz egy WYSIWYG szerkesztőt honlapok létrehozásához. Fontos különbség, hogy a Writerben alapállapotban ki van kapcsolva az automatikus mentés. |
|         | Calc    | Táblázatkezelő program, aminek szolgáltatásai nagyjából megegyeznek a Microsoft Excel szolgáltatásaival. A Calc azonban rendelkezik néhány olyan funkcióval, ami a Microsoft Excelben nem található meg, például a felhasználó adatainak elrendezése alapján automatikusan sorozatokat tud készíteni grafikonok megjelenítéséhez. Továbbá a Calc képes a táblázatokból PDF dokumentumot készíteni. Azonban nagy hátránya, hogy a függvények csak angolul találhatóak meg benne. A 4.1.1 változatban már működik a magyar fordítás. (Néhány magyarázat fordítása azonban hibás.) |
|         | Impress | A Microsoft Powerpointhoz hasonló prezentációkészítő program. A prezentációkat tudja Adobe Flash formátumba exportálni, ezzel lehetővé téve, hogy bármilyen számítógépen, ahol telepítve van Flash Player, le lehessen vetíteni azokat. Szintén lehet vele PDF dokumentumot készíteni. Az Impress nagy hátránya, hogy kevés előre elkészített prezentációtervet tartalmaz, ugyanakkor kész sablonok letölthetők az internetről. |
|         | Base    | A Microsoft Access-hez hasonló adatbázis-kezelő rendszer. A Base lehetővé teszi adatbázisok létrehozását és módosítását, továbbá űrlapok és riportok készítését, hogy egyszerű felhasználói felületet nyújtson a végfelhasználóknak. Mint az Access, a Base is együttműködik különféle adatbázis-kezelőkkel, többek között az Access adatbázisokkal (JET), ODBC adatforrásokkal és a MySQL/PostgreSQL relációs adatbázis-kezelőkkel. A Base az OpenOffice.org 2.0-s változatában jelent meg.                                                                                    |
|         | Draw    | Egyszerű vektorgrafikus képszerkesztő program, hasonló a Microsoft Visiohoz. Tudásában hasonló a korábbi CorelDRAW verziókhoz. Különféle „kapcsolatokat” kezel az alakzatok között, amik többféle vonalstílussal jelenhetnek meg, így támogatja például folyamatábrák rajzolását. Hasonló funkciói vannak, mint a kiadványszerkesztő programoknak, mint például a Scribus vagy a Microsoft Publisher. |
|         | Math    | Matematikai képletek készítésére és szerkesztésére szolgáló eszköz, hasonló a Microsoft Office-ban található Equation Editorhoz. A képletek beilleszthetők más OO.o dokumentumokba, például azokba, amik a Writerrel készültek. Többféle betűtípust támogat, és exportál PDF formátumba. |

- Gyorsindító

Egy kis segédprogram Windowsra és Linuxra, amely a számítógép bekapcsolásakor indul el, és betölti az OpenOffice.org alapvető részeit, lehetővé téve, hogy a csomag alkalmazásai gyorsabban indulhassanak el. Az OpenOffice.org-hoz hasonló komplex szoftverek gyorsabb indítására ez az egyik lehetséges megoldás. Az OO.o elindításának idejére sokan panaszkodtak az 1.0 verziónál. Ezen a területen jelentős fejlődés mutatkozott a 2.2 verzióban. Természetesen ilyenkor a rendszerindítás ideje nő meg, és a rendelkezésre álló szabad memória kevesebb lesz.
- Makrórögzítő

Az OpenOffice.org rendelkezik makrórögzítő funkcióval is, amely a Writerben és a Calcban használható, és a felhasználó tevékenységének rögzítésére és visszajátszására való eszköz. Ennek eredménye egy a saját Basic nyelvében készült programkód, ami tovább szerkeszthető. A StarBasic nem kompatibilis a Microsoft Office-ban alkalmazott Microsoft Visual Basic for Applications (VBA) nyelvvel, de a Novell féle 2.0 változatba és már az OO.o 3.0-ba is beépítették a Microsoft VBA makrók futtatásának képességét is.
A komponensek egyenkénti letöltésére nincs mód a Windows rendszereken, de telepíteni lehet őket külön-külön. A legtöbb Linux disztribúció külön csomagokba bontja a részeket, amiket egyesével le lehet tölteni és telepíteni. Az egyes komponensek kihagyásának azonban nincs sok értelme, mivel az alkalmazás monolitikus jellege miatt a megtakarított lemezhely elenyésző.
Az OpenOffice.org nemcsak egy sokoldalú irodai programcsomag, hanem egy alkalmazásfejlesztő platform is. Az egyre bővülő, ám stabil API-n keresztül az OpenOffice.org szinte minden funkciója elérhető külső programból. A nyelvi kötések Java és C++ esetén a legkidolgozottabbak, de feljövőben van a Python is.
Az OpenOffice.org maga is bővíthető külső modulokkal, amelyek képesek beépülni a program menüjébe, eszköztárai közé. Ezeknek a moduloknak a megírásához a fent említett nyelveken kívül az OpenOffice.org saját BASIC nyelve, a StarBasic, más néven OpenOffice.org Basic is használható.

## Szolgáltatások
A projekt egyik célja, hogy a Microsoft Office-t ingyenes, ám megjelenésében és kezelésében nagyon hasonló szoftvercsomaggal váltsa ki.
Az OO.o több különböző nyelven érhető el, köztük magyarul is.

### Fájlformátumok

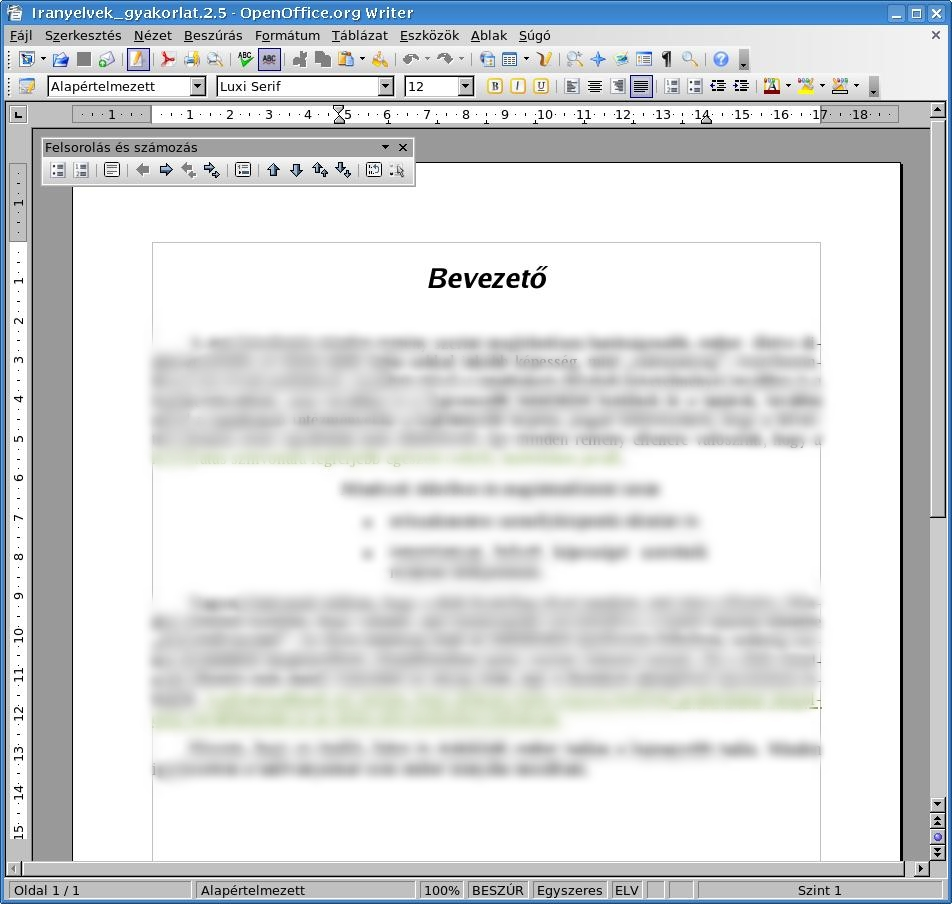
OpenOffice.org 2.0 szövegszerkesztés közben

Az OO.o az ISO/IEC által szabványosított OpenDocument fájlformátumot használja alapértelmezetten. A Microsoft Office és más irodai csomagok (például WordPerfect libwpd-n keresztül, StarOffice, Lotus 1-2-3, MS Works libwps-en keresztül, Rich Text Format) szinte minden fájlformátumát olvassa és bizonyos esetekben írja, amely tulajdonsága a felhasználók többségének alapvetően fontos. Az OpenOffice.org képes megnyitni a Microsoft Office korábbi változataival készült dokumentumokat, és olyan sérült állományokat is, amelyekkel az újabb Microsoft Office változatok nem birkóznak meg. Nem olvassa viszont a régebbi Word for Macintosh dokumentumokat.

#### AMicrosoft Office-szal való együttműködés
A Microsoft támogatta annak a konvertáló programnak a fejlesztését, amely az Office Open XML formátumot OpenDocument formátummá alakítja. Forráskódja BSD licenc alatt jelent meg az odf-converter.sourceforge.net oldalon. Ez lehetővé teszi, hogy az OO.o olvassa és írja az Office Open XML dokumentumokat, mindezt a OO.o-n belül. Ez a funkció 2008 októberében még csak a Novell verzióban, illetve azokban a kiadásokban található meg, melyek tartalmazzák ezt a funkciót.
A Sun Microsystems készített egy ODF kiegészítőt a Microsoft Office-hoz, így a Word, Excel vagy Powerpoint felhasználók az ODF dokumentumokat egyaránt tudják olvasni és írni. 2008. októberi állás szerint ez a kiegészítő a Microsoft Office 2003, a Microsoft Office XP és a Microsoft Office 2000-rel működik. A Microsoft Office 2007-hez csupán az SP1 csomaggal működtethető.
Számtalan cég (beleértve a Microsoftot és a Novellt) dolgozik olyan kiegészítőn, amely lehetővé teszi, hogy a Microsoft Office olvassa és írja az ODF fájlokat. Ez a funkció 2008 októberében még csak a Microsoft Word 2007/XP/2003-ban működött.

### Kiegészítők
A 2.0.4 verziótól kezdve a programcsomagba beépülő kiterjesztések tölthetők le. A kiterjesztésekkel könnyen adhatunk hozzá új funkciókat a már telepített OO.o-hoz. 2010 augusztusában az OpenOffice.org Extension Repository (OO.o kiegészítők tárolója) több mint 570 kiterjesztést tartott számon. Fejlesztők könnyen írhatnak új kiterjesztéseket, ha az OpenOffice.org API Plugin for NetBeans-t használják.

### Több platform támogatása

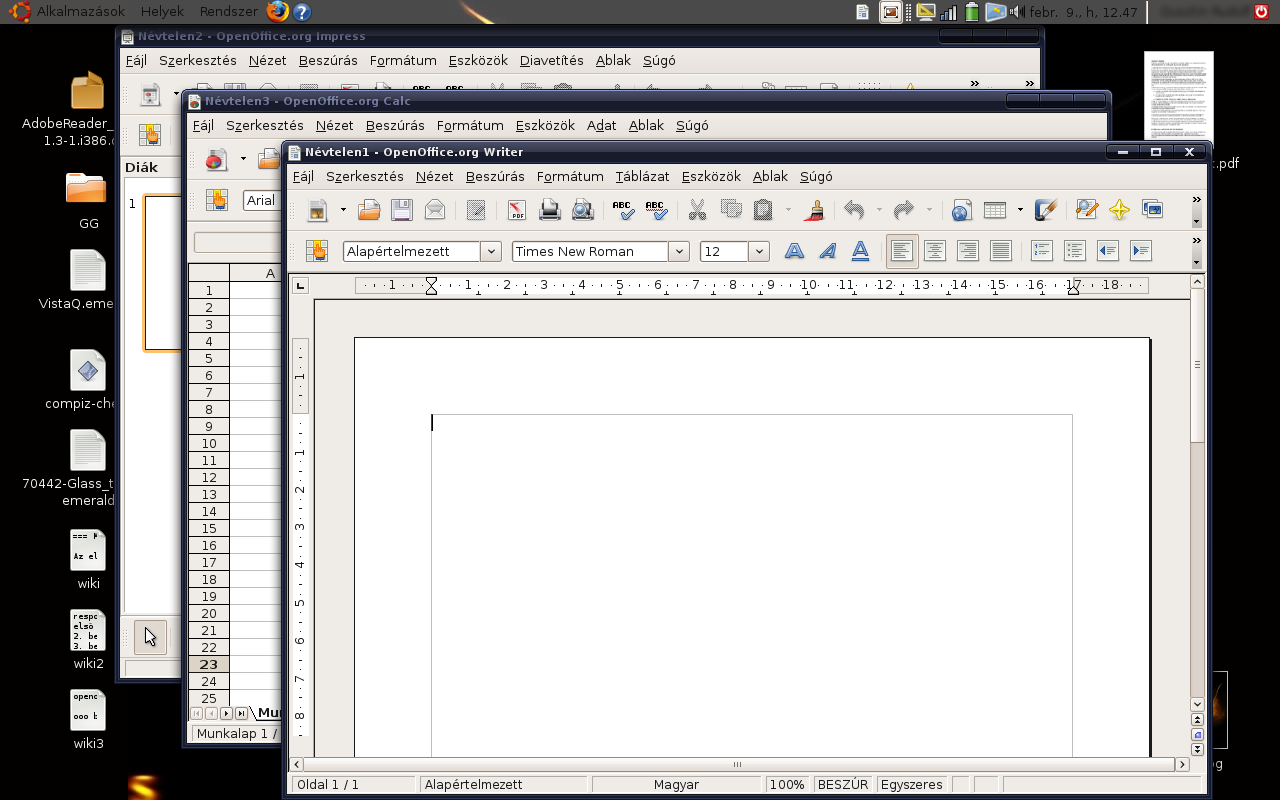
OpenOffice.org Writer, Calc és Impress Ubuntu 8.10 operációs rendszeren

Az OO.o elérhető Microsoft Windows, Linux, Solaris, BSD, OpenVMS, OS/2 és IRIX platformokra, de elsődlegesen Windows, Linux és Solaris operációs rendszerekre fejlesztik. A 3.0 verziótól kezdve támogatja a macOS natív megjelenését, az Aqua grafikus felületet. (Az előző OO.o verziók használatához telepíteni kellett az X Window System-et.)

#### Operációs rendszerekkel való kompatibilitás
- Microsoft Windows 95: 1.1.5 verzióig
- Windows 98-ME: 2.4.2 verzióig
- Windows 2000-Vista: 3.0 verzió
- Windows 7-8: 4.0 és a feletti
- Mac OS 10.2: 1.1.2 verzióig
- Mac OS 10.3: 2.1 verzióig
- Mac OS 10.4-10.5 (PowerPC): 2.4.0 verzióig (3.0 verzió tesztelés alatt áll)
- Mac OS 10.4-10.5 (Intel): 4.0 verzió (http://www.openoffice.org/download/other.html)
- OS/2 és az eComStation: 2.4.0 verzióig (3.0 verzió tesztelés alatt áll)
- Linux
- Solaris
- Google Android 2013 október óta

## Fejlesztése
Az Apache OpenOffice fejlesztését az Apache Alapítvány végzi, az OpenOffice kódját az ORACLE adományozta az Apache Alapítványnak. Az Apache OpenOffice honosítását jelenleg önkéntesek végzik.
Korábban Az ORACLE általi felvásárlás előtt a Sun Microsystems (mint főtámogató) és a független OpenOffice.org közösség végezte, de emellett számos nagy cég is támogatta azt, köztük a Novell, Google, IBM, RedFlag CH2000, Red Hat valamint a független OpenOffice.org közösség. A közösség a közvetlen programozásban való részvétel mellett az OpenOffice.org honosításért felelős nyelvi projekteket is működteti. Az OpenOffice.org közösség honlapja egyben csoportmunka-eszköz, ami hatékonyan támogatja a fejlesztést a hibabejelentésektől kezdve a programozásig, egészen az OpenOffice.org jövőjének megtervezéséig.
A fejlesztésben közvetlenül érdekelt a Sun Microsystems a -ma már az OpenOffice.org forráskódján alapuló- StarOffice által, illetve a Novell a SUSE Linux Enterprise Desktop-ban megtalálható OpenOffice.org 2.0 Novell Edition révén. Azonban ahogy a több ezer tagot számláló 65 nyelvi projekt, vagy az OpenOffice.org dokumentumformátumából kinövő, ISO által szabványosított, eszközfüggetlen OpenDocument formátum mutatja, az OpenOffice.org ugyanennyire fontos a nyelvi közösségek és az iparági felhasználók számára.
A hivatalos magyar változat honosítását az FSF.hu Alapítvány koordinálta 2011 végéig, a LibreOffice megjelenéséig.

### Forráskód
Az OpenOffice.org forráskódja C++ programnyelven íródott, és letölthető az OpenOffice hivatalos weboldaláról (a Letöltések → Forrás menüpont alatt).

### Termékvonalak
Mivel a forráskód az Jelenleg az ALv2 (korábban LGPL) licencnek megfelelően szabadon felhasználható, számos származtatott verzió is létezik.
Korábban ezek közül a legismertebbek a Sun StarOffice és a NeoOffice volt. Az OpenOffice.org oldalán található egy lista a kiegészítő termékekről.

### OpenOffice.org Novell Edition
A Novell által kiadott OpenOffice.org 2 változatok néhány funkcióval gazdagabbak, mint a hivatalos kiadások. Ez a kiadás főleg a Microsoft Office felhasználóival való könnyebb dokumentumcserét célozta meg. Egyik legfontosabb funkciója éppen ezért a VBA támogatása a táblázatkezelőben. A Linux disztribúciók többségén található OO.o ebből a kódbázisból építkezett. A LibreOffice megjelenésével ez a kiadás megszűnt.

### NeoOffice
A NeoOffice az OpenOffice.org irodai programcsomag macOS operációs rendszer alatt, X11 felület nélkül futó változata.
Használja a natív menürendszert, eléri a beépített betű- és nyomtató alrendszereket. Bár 99%-ban az OpenOffice.org kódján alapul, de mivel kisebb csoport felel a fejlesztéséért, a frissítései az OpenOffice.org kiadásához képest késve jelennek meg. Az eltérő licenc (GPL) választása miatt a NeoOffice projekt eredményei nem használhatók fel az OpenOffice.org-ban. A LibreOffice megjelenésével ez a kiadás megszűnt.

### OxygenOffice Professional[35]
A LibreOffice megjelenésével ez a kiadás megszűnt.
Az OxygenOffice Professional a következő kiegészítőket tartalmazza az OpenOffice.org-hoz képest:
- több mint 3400 elemből álló képtár;
- több mint 80 magyar nyelvű sablon, változatos témákban, és ennél bővebb külföldi nyelvű sablontár angol és német nyelven, valamint sablonok a további támogatott nyelveken;
- közel 100 Impress bemutatóháttér;
- jelentősen továbbfejlesztett Visual Basic for Application (VBA) makrófuttatási lehetőség a Calc-ban (tesztelési célzattal);
- Office Open XML (Microsoft Office 2007) fájltípusok részleges importja;
- Works fájltípusok importja;
- WordPerfect fájltípusok importja;
- WordPerfect Graphics fájltípusok importja;
- T602 fájltípusok importja;
- magyar nyelvű kézikönyv, amely a elérhető a Súgó menüből is;
- további szótárak számos külföldi nyelvhez;
- külön Professional csomagok a Linux telepítőben;
- a Wikipedia gyors elérését szolgáló eszköztár;
- kibővített színpaletta, vonaltípusok és kitöltőminták;
- kibővített súgó menü, alapértelmezetten bekapcsolt részletes tippek.

### FSF.hu OpenOffice.org
A szabad, magyarított OpenOffice.org-ot az FSF.hu Alapítvány gondozta. Azért van szükség saját, FSF.hu márkanév alatt megjelenő kiadásra, mert különféle okok miatt egyelőre nem minden forrást sikerült visszajuttatniuk az OpenOffice.org főágába. Az OpenOffice.org hivatalos forrásából épített magyar változatok egyes területeken gyengébb képességűek, mint az FSF.hu build. A legfontosabb különbség sokáig a helyesírás-ellenőrző motor volt, azonban az OpenOffice.org 2.0.2-től kezdve ez már része a hivatalos forrásnak is. A LibreOffice megjelenésével ez a kiadás megszűnt.

### OpenOffice.org Portable
OpenOffice.org Portable egy John T. Haller által újra-csomagolt OpenOffice.org. A program a PortableApps hordozható csomagjában is helyet kapott. A program képes USB flash meghajtóról, CD-ROM-ról, vagy bármilyen más hordozható eszközről elindulni Microsoft Windows, macOS vagy Wine-t használó Linux platformon. A programot nem kell telepíteni, nem hagy semmilyen információt a gépen, nem zavar be semmilyen gépre telepített OpenOffice.org irodai programcsomagot. (A programot egyébként merevlemezre is lehet telepíteni.)

### MagyarOffice
A Multiráció Kft. által fejlesztett MagyarOffice az OpenOffice.org forráskódján alapul, és szintén a hozzáadott funkcióktól különbözik. A MagyarOffice a Morphologictól licencelt (zárt kódú) magyar nyelvű helyesírás-ellenőrzőt, elválasztóprogramot és szinonimaszótárat tartalmazza. A csomag ezen felül tartalmaz magyar témájú kép- (clipart) és sablongyűjteményt, optimalizáló és térképes diagram modulokat, felhasználói kézikönyvet és terméktámogatást is. A MagyarOffice honosítása saját erőből, az FSF.hu Alapítvány honosításától függetlenül készült.

### A The Document Foundation és a LibreOffice
2010. szeptember 28-án az OpenOffice.org független fejlesztőinek egy része létrehozta a The Document Foundation szervezetet, azzal a céllal, hogy az OpenOffice fejlesztését nyílt, nagy cégek közvetlen befolyásától mentes formában folytassa. Mivel az OpenOffice.org védjegy az Oracle tulajdona, a csapat ideiglenesen a LibreOffice nevet választotta a programcsomag nevének. A szervezet megalakulásakor meghívta az Oracle-t is tagjai közé, és kérte a márkanév átengedését is, amit az Oracle elutasított, így a projekt neve a továbbiakban a LibreOffice marad.
A LibreOffice megszületésével az FSF.hu OpenOffice.org kiadás okafogyottá vált, és meg is szűnt létezni, mivel pont azokat a hiányosságokat és hátrányokat kívánta kijavítani, mint amiért létrejött a LibreOffice projekt.

## Visszhang
2005 szeptemberében a Federal Computer Week az „öt legjobb nyílt forráskódú program” egyikének nevezte. 2005-ben a The Guardian Newspaper az OpenOffice.org-on keresztül mutatta be a nyílt forráskódú szoftverek hátrányait, a cikk mégis azzal zárul, hogy könyv szerkesztésére jobb, mint a Microsoft Word. Számos magazin elemezte az OO.o-t: az eWeek többször is írt róla, a 2.0-t tesztelte a Linux Magazin és számos más újság is foglalkozott a szoftverrel. A PC Pro cikkében a 2.0 verzióra 6 pontból 6 pontot adott, és a következő megállapítást tette: 
Az olcsó árkategóriában általunk választott irodai alkalmazáscsomagnak sok hiányossága volt, most már azonban versenyre kelhet a Microsofttal nemcsak ár, hanem szolgáltatások terén is.
Összehasonlítva a piacvezető szoftverrel, az OpenOffice semmilyen szolgáltatásban nem szenved hiányt. Mindenképpen érdemes kipróbálni az OpenOffice-t mielőtt újabb pénzösszeget adományoznánk a Microsoftnak.
2005 elején a ComputerWorld cikkében megállapította, hogy az önkormányzatoknak tizedannyiba kerülne az OpenOffice.org 2.0-rá váltani, mint frissíteni a Microsoft Office 12-re. A ComputerWorld idézi Con Zymaris-t, a Cybersource vezetőjét, aki többek között utal Eric Kriss-re, a Massachusetts állam közigazgatásért és pénzügyekért felelős miniszterére, aki 2005. szeptember 16-án a Massachusetts Információ-technológiai Osztály Vezetőségi tanácsülésén beszámolójában kifejtette, mennyivel költségkímélőbb megoldás lenne a váltás.

### Piaci részesedés
Nagyon nehéz megbecsülni az OpenOffice.org piaci részesedését, hiszen szabadon letölthető bármilyen letöltőoldalról (beleértve a tükröket), peer-to-peer hálózatról, hozzá lehet jutni CD-n, valamint sok Linux disztribúció tartalmazza. Ennek ellenére az OO.o igyekszik felmérni piaci részesedését a honlapjukon található piaci részesedést elemző oldalon.
Habár 2007-es adatok alapján továbbra is a Microsoft Office a domináns, a Freeform Dynamics szerint 2007-ben az OO.o részesedése az asztali felhasználók körében közel 20%, a vállalati szegmensben pedig 7%. Egy 2009 októberében kiadott felmérés szerint (mely az otthoni felhasználók arányát nem mérte) vállalati környezetben 13%-os részesedése van.
A jelentős OpenOffice.org felhasználók között van a Fővárosi Törvényszék, a Szombathelyi Törvényszék, a szingapúri védelmi minisztérium, a városi tanács Bristolban, Nagy-Britanniában. Franciaországban mind az önkormányzatok, mind az állam figyelmét felkeltette az OO.o, mivel racionalizálni szeretnék a szoftver-beszerzéseiket, és stabil, szabványos fájlformátumra van szükségük archiválás céljára. Ezek miatt az OpenOffice.org a Francia Katonai Rendőrség hivatalos irodai szoftvercsomagja, és összesen több mint 250 ezer kormányzati gépre telepítették. Indiában számos kormányzati szervezet, köztük a Bombay Műszaki Egyetem, az indiai Legfelsőbb Bíróság, az allahabadi Legfelsőbb Bíróság (amely Linuxot használ) teljes mértékben az OpenOffice.org-ot használják az adminisztrációhoz. 2005-ben a Banco do Brasil (Brazília egyik legnagyobb bankja) elkezdte az átállást az OO.o-ra. A horvát kormány is támogatja a nyílt forráskódú szoftverek használatát. 2005. szeptember 22-én Massachusetts, közelebbről Információ-technológiai Osztálya (ITD) úgy döntött, hogy a kormányhivatalok 2007-től az OpenDocument 1.0 formátumot kell hogy használják a dokumentumok tárolására. Számos más intézmény, önkormányzat, cég már átállt, vagy kezdte meg az átállást az OO.o használatára. További információ a OpenOffice.org oldalán található.
2005. október 4-én a Sun és a Google stratégiai partnerséget jelentett be. A megállapodás értelmében a Sun beépíti a Google keresődobozt az OO.o-ba, a két cég közös kutatási, fejlesztési és marketing tevékenységeket folytat, és a Google segít az OpenOffice.org terjesztésében. Jelenleg a Google a StarOffice-t a Google Pack részeként szállítja.
A StarOffice-on kívül vannak további, a OpenOffice.org-on alapuló kereskedelmi termékek. Általában a helyi piac számára készülnek, olyan kereskedelmi extra szolgáltatásokkal kiegészülve, mint a beszédfelismerés, automatikus adatbázis-kapcsolat, vagy jobb CJK (kínai, japán, koreai) nyelvi támogatás.
2007 júliusában az Everex, amely Amerikában a kilencedik legnagyobb PC forgalmazó, olyan rendszereket kezdett el forgalmazni Észak-Amerikában a Wal-Mart és Sam's Club üzletekben, amelyeken előretelepített OpenOffice.org 2.2 volt.
Az Apache OpenOffice letöltése a SourceForge oldalán követhető, ahol 2011. november 30-tól követhető a letöltések száma. 2013. december 1-én az összes letöltés több mint 85 millió, letöltések 86%-a Windows platformra történt, a magyar letöltések száma több mint 390.000 88%-a Windows változat. Ezen letöltés számok nem tartalmazzák az egyéb oldalakról történt letöltéseket.

### Java-viták
Régebben az OO.o-t kritizálták, mivel egyre inkább a Java Futtatási Környezetre (JRE) támaszkodott, ami viszont nem szabad szoftver. Tekintve, hogy a Sun Microsystems volt a Java készítője és az OO.o fő támogatója, a szoftverfejlesztők hátsó szándékot sejtettek.
A Free Software Foundation (FSF) alapítója, Richard M. Stallman, egy esszéjében a Java csapdaként (The Java Trap) jellemezte azt az ellentmondást, amikor egy szabad szoftver a tulajdonosi szoftvertől függ, és óva intett tőle.
Az első verzióban néhány kiegészítő szolgáltatás miatt volt szükség a Java Futtatási Környezetre (JRE) a felhasználó gépén, a második verzióban megnövekedett az alkalmazások Java igénye, amihez természetes kellett a JRE. A Java licencproblémájára válaszul, az évek során számos erőfeszítést tettek a Java szabad verzióinak kialakítására, ide tartoznak például a Kaffe, a Classpath és a GNU Complier for Java (GCJ) projektek. Különösen a Classpath és GCJ egyesülése növelte a nyílt forráskódú Java érettségét az elmúlt években, ami már olyan programokat is tudott futtatni, mint az Eclipse vagy az OO.o Java alapú kódja, bár ezek a verziók sosem érték el a Sun Java szintjét. A Red Hat erre reagálva még nagyobb ütemben folytatta a szabad Java fejlesztését. A Red Hat által szponzorált Fedora Core 4 (2005. június 13-án jelent meg) tartalmazott egy olyan OO.o 2 béta változatot, amely GCJ (GNU Complier for Java) és GNU Classpath környezetben futott.
2006. november 13-án a Sun bejelentette, hogy GNU Public License (GPLv2) keretében nyílt forráskódúvá teszik a Java technológiát, és ezzel az OO.o függése a nem szabad szoftverektől megszűnt.
Végül 2006. november és 2007 májusa között a Sun nyílt forráskódúvá tette legtöbb Java technológiáját a GNU licenc alatt, így a Java nagy része szabad szoftver lett.

## További kritikák
Az OpenOffice.org-ot gyakran kritizálták a lassú betöltődése és nagy CPU és RAM igénye miatt. A kritikusok szerint a funkcionalitásában hasonló Microsoft Office-nak kevesebb CPU és RAM is elég, habár a legutóbbi OO.o verziók (2.2, 2.4 és a 3.0) már drámai módon javultak ebben a tekintetben. Egy 2007-ben készített összehasonlító tanulmány szerint – melyben az OpenOffice.org 2.2 és Microsoft Office 2007 verziót vették alapul – az OO.o-nál körülbelül kétszer annyi feldolgozási időt és memóriát igényelt egy fájl megnyitása és betöltése; egy nagyobb méretű táblázat megnyitása 4,7-szer annyi feldolgozási időt, valamint 3,9-szer annyi memóriát igényelt. A kritikusok rámutattak arra, hogy a kis sebesség és a túlzott memóriafogyasztás oka a túlméretezett kódban valamint az OO.o Java Futtatási Környezettől való függőségben keresendő.
Rendszerkövetelmények:
- Microsoft Windows XP, Vista, Windows 7 vagy Windows 8
- Pentium III vagy újabb processzor
- 256 MB RAM (512 MB RAM javasolt)
- 1,5 GB szabad hely a merevlemezen (ténylegesen foglalt: 329 Mbyte)
- 1024×768 felbontás (nagyobb felbontás javasolt), legalább 256 szín
- Java 1.8 támogatással és hardveres gyorsítással rendelkezik a OpenOffice 4.1.2 verzió. Telepítés indításakor Microsoft Visual C++ 2008 9.0 telepszik fel a Windows operációs rendszerre. Ezáltal a teljesítménye jelentősen javul.

Az FSF.hu alapítványtól számos kritikát kapott https://web.archive.org/web/20100306011938/http://www.openoffice.hu/ oldalon. Hivatkozás a LibreOffice oldalára irányít egy idő után. Tímár András kifejtette az OpenOffice fórumában:
"Az AOO 4.1.2 kiadás elemzése rávilágított, hogy másfél év alatt annyi kód változott, mint a LibreOffice-ban egy átlagos napon, szóval helytálló a megállapítás, hogy lassú a fejlődése. De legalább ugyanolyan, mint volt, tehát stabil. Rejtély, hogy miért erőlködnek még, és mi a céljuk ezzel. Az elmúlt 5 év bebizonyította, hogy nem tudtak közösséget szervezni, nem tudtak fejlesztőket maguk mellé állítani. Ez a kiadás se lett volna, ha nem cikizte volna mindenki az Apache-ot, hogy nem képesek nyilvánosságra hozott biztonsági hibát javítani."
Az egyik legnagyobb akadály a dokumentumfájlok kompatibilitását illetően a nyílt specifikációk hiánya volt. Az OO.o arra kényszerült, hogy jogvédett bináris formátumokat visszafejtsen. Azonban 2008 februárjában a Microsoft nyilvánossá tette a bináris Office fájlformátum specifikációját, és ezzel ez az akadály elhárult.